# Кабелі для гірничих робіт
Кабелі для гірничих робіт (рос. кабели для горных работ, англ. cables for mining, нім. Kabel für Bergarbeiten) — кабелі призначені для електропостачання видобувного та прохідницького гірничого устаткування, приєднання до джерел електричної енергії різних пересувних машин і механізмів, що застосовуються при видобутку руд золота, вугілля, торфу і інших копалин.

## Кабелі для відкритих гірничих робіт
Кабелі марки КГЕ, КГЕТ призначені для живлення екскаваторів, відвалоутворювачів, добувних машин і т.і. в електричних мережах з ізольованою нейтраллю змінної напруги до 6 кВ частоти 50 Гц, обладнаних апаратурою автоматичного відключення при однофазному замиканні на землю. Вони працюють при температурі оточуючого середовища від — (40-60)°С до +50°С і відносній вологості 98 % при 25 °C. Кабелі мають три основні, одну заземлюючу і одну допоміжну жили. Електрич-ний опір ізоляції основних жил при температурі 20°С: 200—106 Ом км кабелю КГЕТ і 50-106 Ом км — КГЕ. Кабелі стійкі до знакозмінних вигинів навколо роликів на кут ± π рад з розтяжним зусиллям 196 Н. Кабелі з гумовим екраном перетином 10-50 мм² на ролик діаметром 400 мм витримують 40000 вигинів, а перетином 70-50 мм² на ролик діаметром 600 мм — 30000 вигинів.
Кабель марки КШВГТ-10 призначено для стаціонарної і пересувної прокладки і приєднання рухомих механізмів до електромереж змінної напруги 10 кВ частоти 50 Гц при температурі від — 50 до +85 °С. Кабель КШВГТ-10 виготовляють з трьома основними жилами перетином від 25 до 150 мм² і трьома заземлюючими жилами перетином 6-25 мм² в залежності від перетину основних жил. Ізольовані жили після тригодинного перебування у воді випробовують змінною напругою 20 кВ частоти 5о Гц протягом 15 хв. Електричний опір ізоляції за нормальних кліматичних умов не менше 100—106 Ом км, при відносній вологості повітря 98 % та температурі 35°С — 75-106 Ом км. Кабелі витримують 50 циклів знакозмінних вигинів на кут π/2 рад по радіусу не менше 6 d кабелю; 250 циклів перемотувань на барабан з діаметром шийки не менше 15 d. Вони стійкі при впливі: вібраційних навантажень в діапазоні частот 1-5000 Гц з прискоренням до 392 м/с2; багаторазових ударів з прискоренням до 1470 м/с2; поодиноких ударів з прискоренням до 9800 м/с2; лі-нійних навантажень з прискоренням 4900 м/с2.

## Шахтні кабелі
За існуючою схемою електропостачання вугільних шахт електроенергія від підземного шахтного трансформатора передається по шахтному силовому кабелю періодичного перенесення і шахтному гнучкому кабелю з гумовою ізоляцією до шахтних пересувних машин і механізмів. Кабелі експлуатують при навколишній температурі від — 40 до +50°С, відносній вогкості 98 % при те-мпературі +35°С.
Кабель силовий шахтний для періодичного перенесення марки ЕВТ виготовляють на номінальні напру-ги 1,14 і 6,0 кВ з числом жил: основних — 3 шт, заземле-них — 1 шт., допоміжних — 0 або 4 шт. з діапазоном перетинів відповідно 16-35 і 16-120 мм². У готовому вигляді кабелі на напругу 6,0 кВ випробовують протягом 5 хв змінною напругою 12 кВ; кабелі на напругу 1,14 кВ ви-пробовують напругою 4 кВ, а допоміжні жили випробовують змінною напругою 2 кВ. Після прокладки основні жили кабелю на напругу 6,0 кВ можуть бути випробувані постійною напругою 36 кВ, а кабелі на напругу 1,14 кВ — напругою 8 кВ протягом 10 хв. Кабелі витримують 400 подвійних вигинів на радіус 10 d при одночасному при-кладенні номінальної напруги.

Кабель КГЕШ

Гнучкі кабелі марок КГЕШ, КГЕШТ призначені для живлення вугледобувних машин і механізмів, працюючих у вибоях і очисних лавах, при змінній напрузі 1,14 кВ (допоміжні жили при напрузі до 220 В) з тривало допустимою температурою нагрівання жил до 75 °С. Температура навколишнього середовища при експлуатації від –300С до +550С. Кабель КГЕШТ має підвищену нагрівостійкість. Кабелі виготовляють з трьома основними і однією заземлюючою (чотирижильний) або з трьома основними, однією заземлюючою і трьома допоміжними жилами (семижильний). Параметри чотирижильного кабелю — кількість жил, площа перетину жил (мм2), напруга кабе-лю (кВ): 3х(4; 6; 10; 16; 25; 35; 50; 70; 95)+1х(2,5; 4; 6; 10). Параметри семижильного кабелю — кількість жил, площа перетину жил (мм2), напруга кабелю (кВ): 3х(4; 6; 10; 16; 25; 35; 50; 70; 95) + 1х(2,5; 4; 6; 10) + 3х(1,5; 2,5) — 1,2. У готовому вигляді кабелі випробовують змінною напругою 3,5 кВ, прикладеною між основними жилами, і напругою 1,5 кВ між допоміжними жилами протягом 5 хв. Електричний опір ізоляції перерахований на 1 км довжини кабелю і температуру 200С не менше 100 МОм. Електричний опір екранів основних жил при температурі 200С не більше 1,5 кОм. Кабелі витримують 3000-4000 вигинів з осьовим крученням.
Гнучкий шахтний екранований кабель марки ГРШЕП призначений для живлення комбайнів на крутих пластах при температурі оточуючого середовища від — 30 до +50 °С і відносній вологості повітря до 98 % при температурі 20°С. Кабель має три основні жили перети-ном від 10 до 70 мм², одну заземлюючу і п'ять допоміжних. У готовому вигляді кабелі випробовують між основ-ними жилами змінною напругою 2,5 кВ, а між допоміжними жилами напругою 2 кВ. Кабелі витримують до 2000 циклів знакозмінних вигинів на кут ± π/2 рад навколо роликів радіусом 5 d.
Гнучкий шахтний кабель марки КГВЕУШ призначений для систем електропостачання з випереджаль-ним відключенням, для приєднання вугільних комбайнів і інших пересувних машин до мережі змінної напруги (660 В для основних і 380 В для допоміжних жил). Кабелі виготовляють з шістьма основними жилами перетином від 6 до 50 мм², однією заземлюючою і п'ятьма до-поміжними. Основні жили кабелю випробовують змін-ною напругою 2,5 кВ протягом 10 хв і допоміжні жили — напругою 2 кВ. Кабель стійкий до вигину на кут π/2 рад і витримує 800 циклів вигину навколо ролика діаметром 400 мм.
Кабелі силові гнучкі екрановані на напругу 1140 В підвищеної міцності марки КГЕШУ призначені для живлення шахтних пересувних машин та механізмів в мережах змінної напруги 1140 В (основні жили) і 220 В (допоміжні жили) частоти 50 Гц при температурі середовища від -30 до +50 °С. Кабелі виготовляють з трьома основними жилами перетином 50-95 мм² з гумовою ізоляцією, однією заземлюючою і шістьма, дев'ятьма допоміжними жилами. Основні жили кабелю випробовують змінною напругою 3,5 кВ частоти 50 Гц протягом 5 хв, допоміжні — 2,0 кВ. Кабелі стійкі до вигину з осьовим крутінням, витримують не менше 2000 циклів при куті закручення ±3 π рад. Оболонка кабелів не розповсюджує горіння.

Кабель КОГВЕШ

Кабелі шахтні гнучкі з гумовою ізоляцією марки КОГВЕШ призначені для приєднання бурильного інструмента в шахтах до мережі змінної напруги 660 В з ізольованою нейтраллю. Кількість жил, площа перетину жил (мм²), номінальна напруга кабелю (кВ): 3х(1,5; 2,5; 4;6) + 1х(1; 2,5; 4) + 1х(1,5; 2,5) — 0,66. Температура навколишнього середовища від — 30 до +50 °С, а тривало допустима температура на жилах 75 °С. У готовому вигляді кабелі випробовують змінною напругою 2,5 кВ протягом 5 хв. Температура навколишнього середовища при експлуатації від –300С до +550С. Електричний опір ізоляції жил при температурі +20°С не менше 5 МОм км. Електричний опір екранів при температурі 200С не більше 300 Ом. Кабелі з жилами перетином 1,5 мм² витримують не менше 35000 циклів вигинів з осьовим крутінням; перетином 2,5 мм² — не менше за 28000 циклів і перетином 4 і 6 мм² — не менше за 22000 циклів.

Кабель КГВШ

Кабелі шахтні гнучкі марки КГВШ призначені для приєднання установок дистанційного керування, автоматики і контролю. Кабелі виготовляються з кількістю жил від 2 до 36 перетином 1 і 1,5 мм². Розрахункова напруга — 380 В. Жила — мідна, багатодротова. Ізоляція з полівінілхлоридного пластикату. Температура навколишнього середовища при експлуатації від –300С до +500С. У готовому вигляді кабелі випробовують змінною напругою 2 кВ. Електричний опір ізоляції перерахований на 1 км довжини кабелю і температуру 200С не більше, ніж 14,5 Ом.

Кабель КШВП

Кабелі шахтні силові броньовані екрановані марки КШВПбШв призначені для стаціонарної прокладки по горизонтальним, похилим і вертикальним виробкам вугільних шахт. Кількість жил, площа перетину жил (мм²), номінальна напруга кабелю (кВ): 3х(35; 50; 70; 95; 120)+ 1х(6;10) — 6. Кабель має три основні ізольовані жили, поверх яких накладено екран з мідної фольги, заземлюючу жилу, броню (зі сталевих оцинкованих стрічок — для горизонтальної та похилої прокладки і зі сталевого оцинкованого дроту — для вертикальної прокладки), захисну зовнішню оболонку із полівінілхлоридного (ПВХ) пластикату.
Кабелі шахтні силові броньовані гнучкі екрановані марки КГЕБУШВ призначені для приєднання шахтних самохідних вагонів та інш. самохідних пересувних машин і механізмів при роботі в умовах багаторазових згинів з крученням. Кількість, площа перетину жил (мм²), номінальна напруга кабелю (кВ): 3х(4; 6; 10; 16; 25; 35; 50; 70; 95)+1х(2,5; 4; 6; 10) + 3х(1,5; 2,5) -1,2. Виготовляється двох типорозмірів — з трьома та шістьма основними жилами. Ізоляція основних жил –з гуми. Основні, допоміжні та заземлюючі жили мають загальну скрутку, поверх якої накладена гнучка броня із сталевої однодротової спіралі покритої оболонкою з полівінілхлоридного пластикату.
Кабелі силові шахтні броньовані екрановані марки ЕВБВк призначені для передачі і розподілу електроенергії в стаціонарних мережах. Прокладаються по го-ризонтальним і похилим виробкам вугільних шахт. Кіль-кість жил, площа перетину жил (мм²), номінальна напру-га кабелю (кВ): 3х(16;25;35;50;70;95;120) + 1х(6;10;16) + 3х2,5 — 1,2 та 6. Кабель має три силові жили, одну не-ізольовану заземлюючу жилу та три ізольовані допоміжні жили.
Кабелі шахтні КСШ, КСШБбШв призначені для організації зв'язку та передачі інформації в підземних виробках шахт і на поверхні у вибухонебезбечних середовищах з високою вологістю. Кількість пар (шт.) 5; 10; 20; 30; 50; 100.

Броньований кабель

Кабель абонентський шахтний КСША призначений для організації зв'язку в шахтах з вибухонебезпечною атмосферою, високою вологістю, дією вод лужного або слабокислого характеру. Кількість мідних жил 0,6 мм — 4 шт.
За останні десятиліття ХХ ст. відбулася переорієнтація гірничих підприємств України на кабельну продукцію вітчизняного виробництва (ПрАТ «Азовкабель», ПАТ «Південкабель», ПАТ «Донбаскабель», ВАТ «Одесакабель» та ін.), а також, частково, на кабелі польського, чеського та німецького виробництва. Кабелі призначені для експлуатації в умовах потенційно небезпечних по вибухах газу і пилу сертифікуються Макіївським науководослідним інститутом по безпеці робіт в гірничій промисловості.